# 黃婷璟
TOBY（1979年9月3日—），本名黃婷璟，台灣作家、背包客，興趣為旅行、攝影；擁有台灣中等教師證照，2004年曾任新竹婦女社區大學講師，教授景觀園藝課程。2006年開始進行長途背包旅行，曾於2006年10月間與友人臨時起意地購買不到台幣3000的自行車，騎單車從西藏拉薩至尼泊爾的首都加德滿都，費時16天。

## 外部連結
- TOBY官方Facebook粉絲專頁 （页面存档备份，存于）
- I am TOBY。流浪ing （页面存档备份，存于）
- I'm TOBY。流浪ing - 無名部落 （页面存档备份，存于）